# Le Frunkp
Singles par Michaël Youn
It's Kyz My Life
(2002) Comme des conards
(2004)
Le Frunkp est une chanson d'Alphonse Brown, personnage incarné par Michaël Youn. Le mot « Frunkp » vient des mots funk et rap. Extrait de la bande originale du film La Beuze, la chanson est écrite par Michaël Youn et Raphaël Mussard. Le clip vidéo montre des extraits du film. Le single est sorti en Belgique et France et a atteint la première place des hit-parades dans les deux pays. Il s'agit du 2e single de Michaël Youn, no 1 en France après Stach Stach, des Bratisla Boys.

## Liste des pistes
CD single
1. Le Frunkp — 3:22
2. Le Frunkp (Instrumental) — 3:30

12" maxi
1. Le Frunkp — 3:22
2. Le Frunkp (Instrumental) — 3:30
3. Le Frunkp (A cappella) — 3:22

## Certifications
| Pays     | Certification | Date          | Ventes  | Ventes physique |
| -------- | ------------- | ------------- | ------- | --------------- |
| Belgique | Platine       | 26 avril 2003 | 40,000  |                 |
| France   | Platine       | 12 mars 2003  | 500,000 | 508,000         |

## Classements
| Classement (2003)                 | Meilleur position |
| --------------------------------- | ----------------- |
| Belgique (Wallonie) Singles Chart | 1                 |
| France SNEP Singles Chart         | 1                 |
| Suisse Singles Chart              | 1                 |

| Classement de fin d'année (2003)  | Position |
| --------------------------------- | -------- |
| Belgique (Wallonie) Singles Chart | 1        |
| France Singles Chart              | 5        |
| Suisse Singles Chart              | 19       |